# Meunasah Nibong
Meunasah Nibong is een bestuurslaag in het regentschap Bireuen van de provincie Atjeh, Indonesië. Meunasah Nibong telt 390 inwoners (volkstelling 2010).